# گوسفند دال
گوسفند دال (نام علمی: Ovis dalli) نام یک گونه از سرده قوچ‌ومیش‌ها است.